# Моргед-Сіті (Північна Кароліна)
Моргед-Сіті (англ. Morehead City) — місто (англ. town) в США, в окрузі Картерет штату Північна Кароліна. Населення — 9556 осіб (2020).

## Географія
Моргед-Сіті розташований за координатами 34°43′53″ пн. ш. 76°44′36″ зх. д. / 34.73139° пн. ш. 76.74333° зх. д. (34.731518, -76.743408).  За даними Бюро перепису населення США в 2010 році місто мало площу 22,06 км², з яких 17,74 км² — суходіл та 4,31 км² — водойми. В 2017 році площа становила 25,39 км², з яких 18,28 км² — суходіл та 7,11 км² — водойми.

### Клімат
| Клімат : Моргед-Сіті                                    | Клімат : Моргед-Сіті | Клімат : Моргед-Сіті | Клімат : Моргед-Сіті | Клімат : Моргед-Сіті | Клімат : Моргед-Сіті | Клімат : Моргед-Сіті | Клімат : Моргед-Сіті | Клімат : Моргед-Сіті | Клімат : Моргед-Сіті | Клімат : Моргед-Сіті | Клімат : Моргед-Сіті | Клімат : Моргед-Сіті | Клімат : Моргед-Сіті |
| Показник                                                | Січ.                 | Лют.                 | Бер.                 | Квіт.                | Трав.                | Черв.                | Лип.                 | Серп.                | Вер.                 | Жовт.                | Лист.                | Груд.                | Рік                  |
| Абсолютний максимум, °C                                 | 25,6                 | 25,0                 | 30,0                 | 33,3                 | 36,1                 | 39,4                 | 37,8                 | 36,7                 | 34,4                 | 35,0                 | 28,9                 | 26,1                 | 39,4                 |
| Середній максимум, °C                                   | 13,5                 | 14,8                 | 17,8                 | 21,9                 | 25,4                 | 29,1                 | 30,8                 | 30,5                 | 28,5                 | 24,5                 | 19,8                 | 15,3                 | 22,7                 |
| Середній мінімум, °C                                    | 2,3                  | 3,4                  | 6,4                  | 10,9                 | 16,0                 | 20,9                 | 23,0                 | 22,4                 | 19,5                 | 13,7                 | 8,6                  | 4,1                  | 12,6                 |
| Абсолютний мінімум, °C                                  | −17,2                | −13,3                | −11,1                | −3,9                 | 1,7                  | 4,4                  | 12,2                 | 11,7                 | 5,0                  | −2,8                 | −7,2                 | −16,1                | −17,2                |
| Норма опадів, мм                                        | 118                  | 98                   | 111                  | 80                   | 116                  | 109                  | 154                  | 190                  | 186                  | 114                  | 116                  | 108                  | 1499                 |
| Днів з опадами                                          | 9                    | 8                    | 8                    | 7                    | 8                    | 9                    | 11                   | 11                   | 9                    | 7                    | 8                    | 9                    | 102                  |
| Днів зі снігом                                          | 0                    | 0                    | 0                    | 0                    | 0                    | 0                    | 0                    | 0                    | 0                    | 0                    | 0                    | 0                    | 0                    |
| ------------------------------------------------------- | -------------------- | -------------------- | -------------------- | -------------------- | -------------------- | -------------------- | -------------------- | -------------------- | -------------------- | -------------------- | -------------------- | -------------------- | -------------------- |
| Джерело: NOAA (North Carolina Observed Climate Normals) |                      |                      |                      |                      |                      |                      |                      |                      |                      |                      |                      |                      |                      |

## Демографія
Згідно з переписом 2010 року, у місті мешкала 8661 особа в 4114 домогосподарствах у складі 2194 родин. Густота населення становила 393 особи/км².  Було 5383 помешкання (244/км²).
Расовий склад населення:
| - 82,0 % — білих - 10,7 % — чорних або афроамериканців - 1,6 % — азіатів - 0,5 % — корінних американців - 0,2 % — вихідців з тихоокеанських островів - 2,4 % — осіб інших рас |

До двох чи більше рас належало 2,5 %. Частка іспаномовних становила 6,9 % від усіх жителів.
За віковим діапазоном населення розподілялося таким чином: 19,4 % — особи молодші 18 років, 61,3 % — особи у віці 18—64 років, 19,3 % — особи у віці 65 років та старші. Медіана віку мешканця становила 42,4 року. На 100 осіб жіночої статі у місті припадало 87,0 чоловіків;  на 100 жінок у віці від 18 років та старших — 82,7 чоловіків також старших 18 років.
Середній дохід на одне домашнє господарство  становив 62 462 долари США (медіана — 39 117), а середній дохід на одну сім'ю — 81 751 долар (медіана — 51 298). Медіана доходів становила 37 074 долари для чоловіків та 34 826 доларів для жінок. За межею бідності перебувало 23,6 % осіб, у тому числі 30,8 % дітей у віці до 18 років та 12,6 % осіб у віці 65 років та старших.
Цивільне працевлаштоване населення становило 4161 особа. Основні галузі зайнятості: освіта, охорона здоров'я та соціальна допомога — 18,3 %, мистецтво, розваги та відпочинок — 16,7 %, роздрібна торгівля — 10,8 %, науковці, спеціалісти, менеджери — 9,8 %.